# バスきたくまさん
バスきたくまさんは、熊本県内において熊本県バス協会が提供する一般利用者向けバスロケーションサービス。バスのリアルタイム情報をスマートフォンなどのモバイル端末やパソコンなどで閲覧することができる。
なお、株式会社メディア・マジックが提供するバスキタ!とは全く別のサービス。

## 提供機能・サービス
スマートフォンなどのモバイル端末やパソコンなどで、バスの運行状況（現在位置など）をリアルタイムに確認できるシステム。

### 主なサービス内容
- バスの運行状況表示
- バスの現在地表示機能
- バリアフリー車両表示機能
- のりば確認機能

### サービス時間
- 対象路線の初便 - 終便

### 対応機種
- スマートフォン

Android OS 2.3以降のAndroid端末
iOS 5.0以降のiOS端末
- PC

Internet Explorer9.0以上
Firefox22.0以上
Chrome22.0以上
Safari5.0以上
このほか、桜町BT・熊本駅前の各乗り場をはじめ、熊本市内主要停留所（もっとも発着路線が多い通町筋・味噌天神・熊本県庁前バス停など）・植木・八代産交・阿蘇駅前・本渡バスセンターなど県内17箇所の停留所にはモニターが設置され、モバイル版・PC版と同様に路線バスの運行状況のほか、バスの種類（車椅子対応車・トイレ付き車）までも確認することが出来る。

## 沿革
- 2019年4月8日運用開始[1]。

## 導入している会社・路線
- 九州産交バス・産交バス
  - 都市間バスではあまくさ号・たかもり号・空港リムジンバスのほか、やまびこ号・たかちほ号・九州横断バスの熊本県内区間の閲覧も可能である（ただし、県外区間や共同運行事業者の便ならびに高速バスは閲覧不可）。
- 熊本電鉄バス
- 熊本バス
- 熊本都市バス